# 相马氏石松
相马氏石松（学名：Lycopodium somae）为石松科石松属下的一个种。

## 扩展阅读
- 維基物種上的相關：相马氏石松